# Ružiná
Ružiná (hongrois : Rózsaszállás) est un village de Slovaquie situé dans la région de Banská Bystrica.

## Histoire
La première mention écrite du village date de 1499.

## Démographie

### Évolution de la population
| Année:               | 1994. | 2004.   | 2014.   | 2024.   |
| -------------------- | ----- | ------- | ------- | ------- |
| Nombre de personnes: | 834   | 856     | 865     | 828     |
| Différence:          |       | +2,63 % | +1,05 % | -4,27 % |

| Année:               | 2023. | 2024.   |
| -------------------- | ----- | ------- |
| Nombre de personnes: | 836   | 828     |
| Différence:          |       | -0,95 % |